# 830百日怒吼大遊行
830百日怒吼大遊行，为2008年8月30日，在台湾，由台灣社、台灣東社、台灣中社、台灣南社、台灣北社、台灣教授協會组织举行，民主進步黨動員參加的抗议遊行。本次遊行口號為「顧腹肚、護主權、要陽光」，訴求為「政府退稅、穩定物價；堅持主權、保護台灣；陽光法案、清明政治」。

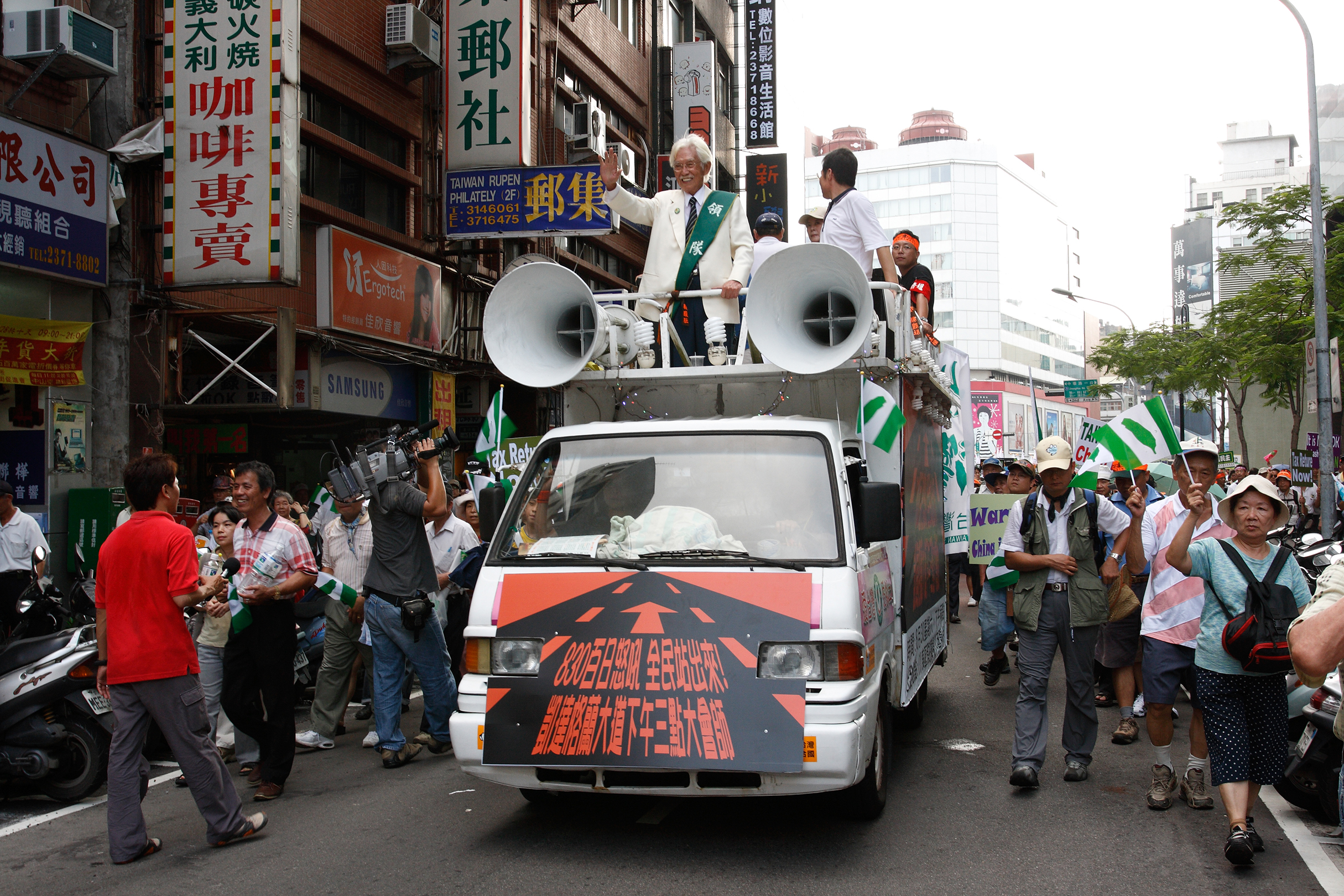
830百日怒吼大遊行領隊辜寬敏站在領隊車上

本次遊行訴求，因為马英九政府對於經濟施政不起色，呼籲馬政府進行退稅、穩定物價、調整現行「快速傾中」的政策，同時要求台灣海峽兩岸所簽任何協定須經公民投票同意。而因為陳水扁家庭密帳案爆發，遊行訴求增列陽光法案，也希望立法院在半年內通過陽光法案，監督政治人物、政黨的政治獻金與財產之取得，更要求司法體系不要成為政治惡鬥工具。

## 歷史

### 過程
2008年8月7日，台灣社召開記者會說明830百日怒吼大遊行流程，由台灣社秘書長羅致政主持；台灣社社長吳樹民說，本次遊行是要讓政府了解民眾心聲，希望所有人民站出來表達憤怒，才能讓政府改正錯誤政策；前總統府資政辜寬敏說，大家都是為這塊土地打拚，不是為黨或個人，臺灣人應該站出來向馬政府嗆聲；台灣之友會會長黃崑虎說，陳水扁總統任內堅持沒有一個中國、堅守一邊一國、顧好臺灣主權，但馬英九總統上任後不講臺灣主權、不斷談臺灣開放、共同市場、外交休兵，令人擔憂；羅致政說，馬政府上任後向中國傾斜與去臺灣化的國家施政方向錯誤，且執政態度傲慢，希望民眾站出來向政府表達不滿與抗議。
2008年8月15日，羅致政強調，830百日怒吼大遊行主軸是「顧肚子、顧主權」，對象是馬英九，這場活動「與馬有關，與扁無關」，因此會照常舉行，不受陳水扁家庭密帳案影響；台灣北社副社長王美琇（辜寬敏之妻）則說，「我們已經把扁放下來了，不能再停留在挺扁、反扁，我們關切的是現在與未來」，但她會觀察這幾天情勢發展，「把民眾的怒氣列入評估」。同日，908台灣國運動召開「台灣快被扁死了」記者會，908台灣國運動召集人王獻極痛批，代表「本土政權」的陳水扁坦承把錢匯到國外，讓他們看了「心很痛」，陳水扁從「台灣之子」變成「台灣之恥」，他以後不再稱陳水扁「總統」、而要改稱陳水扁「豎仔」；他怒砸自己親手設計的「正名扁偶」，還把自己書中與陳水扁的合照撕爛。
2008年8月17日，羅致政說，綠營支持者心情難免受到陳水扁家庭密帳案影響，但並沒有大動作退出830百日怒吼大遊行的情況，830百日怒吼大遊行仍持續進行；民進黨籍立法委員蔡煌瑯則說，830百日怒吼大遊行不是民進黨主辦，所以民進黨未動員，但民進黨基層參與的士氣確實削弱許多。
2008年8月18日，908台灣國運動召開記者會宣布動員參加830百日怒吼大遊行，但原本應邀出席的遊行總顧問辜寬敏未出席；908台灣國運動召集人謝英源表示，908台灣國運動已經有一百輛以上遊覽車響應參與，預計將有萬人前來共襄盛舉，未受陳水扁家庭密帳案影響；出席的羅致政說：「有人說『這兩天有人打電話說要退出』，其實相反，我們聽到的是更多人講『這時不能被打倒，一定站出來』。特別感謝908台灣國運動前輩這幾天為動員號召很多人參與活動，今天很高興聽到有百餘台遊覽車要來，未來目標是兩百輛。」同日，政治評論家江春男主張：「阿扁讓民進黨蒙羞，也讓台灣人蒙羞；……他混淆是非標準，顛倒了價值觀念，讓『民主』、『主權』和『愛台灣』變成騙死人的口號。……民進黨應該把830的『嗆馬大會』設法轉為『批扁大會』，才能和阿扁徹底切割。現在嗆馬，根本找不到正當性：馬英九無論如何向中國傾斜，其嚴重性均不及台灣民主價值的崩潰。批扁是重建民主價值的起步。」
2008年8月19日，民進黨高雄市黨部主任委員陳政聞說，陳水扁家庭密帳案與馬政府執政無能下的人民痛苦完全是兩碼子事，人民有權表達對政府無能的不滿，「護民主、顧主權、要陽光」的830百日怒吼大遊行意在追求「幸福生活、清廉政治、鞏固主權」的進步訴求，不受執政者轉移焦點的政治操作伎倆所誤導。
2008年8月20日下午，民進黨召開中常會，會後民進黨秘書長王拓表示，民進黨主席蔡英文確實曾經考慮建議擇期再辦，但經過討論後決定繼續動員支持者參加830百日怒吼大遊行，「對於830，我們會鼓勵我們的黨公職人員積極協助；如果有遊行，主席已經講過，如果有遊行，她會帶著兩條腿過去」；中常會中，蔡英文最後表示，目前政治氣氛對民進黨不利，遊行的訴求要清楚，「不要落入挺扁與反扁的衝突」；陳政聞則強調，陳水扁家庭密帳案並未影響人民走上街頭對馬政府執政無能表達不滿的意願，最近幾天仍持續有民眾前來報名。
2008年8月21日，人民火大行動聯盟發起人王醒之（王拓之子）頭綁抗議布條，跟著人民火大行動聯盟群眾赴民進黨中央黨部抗議，高聲要求蔡英文：應傾全黨之力追討「阿扁（陳水扁）集團」之不法財產，清查民進黨執政期間所有公職人員的不法所得。人民火大行動聯盟抨擊，民進黨執政八年，蔡英文擔任過行政院副院長、二次金改的執行者，陳水扁家庭密帳案所涉及的政治獻金、不法所得歷時之長，已不再是切割所能解決；蔡英文的改革手法卻是只以廉價的道歉要求陳水扁退黨，不敢開除陳水扁黨籍，此種切割就是另一種騙術。當天晚上，王拓不願多回應，僅尷尬地表示：「明天再說吧！」
2008年8月22日，台灣智庫呼籲全體公民參加830百日怒吼大遊行，共同監督政府；二十一世紀憲改聯盟總召集人洪裕宏說，「這場活動與陳水扁無關，百分之百是民間社團發起的，重點在督促各黨早日通過陽光法案」，若中國國民黨有相同共識，國民黨也可來參加這場遊行；台灣智庫執行委員徐永明則說，這場遊行不是挺扁或反扁遊行，是要展現監督力量、「要陽光」的遊行；民進黨籍高雄市長陳菊則說，「我認同這個主張，當然會參加」；民進黨籍立法委員潘孟安則說，綠營支持者經沉澱後已漸形成「民進黨並不是阿扁個人擁有」的共識，也認為「藍營名嘴爆料追殺太過分」已激起他們的反彈與危機意識，讓報名參加遊行者增加。同日晚上，蔡英文在民進黨宜蘭縣黨部募款餐會表示，民進黨不是830百日怒吼大遊行主辦單位，民進黨單純讓黨員自願性參加本次遊行。
2008年8月22日，人民火大行動聯盟發起人賴香伶、何燕堂批評：「民進黨第一時間處理扁案時，在手法上以切割了事，策略上用國民黨的政治權謀來轉移支持者的不滿；所以蔡英文及中常會向社會大眾道歉三次，最後將此案送交廉政委員會調查，連開除阿扁黨籍都不敢，擺明了改革是喊假的，維護政治、選舉利益才是真的。現在，黨內挾著830遊行的時機，準備動員基層、中南部鄉親再戰一回，蔡英文還會『帶著兩條腿參加』的支持行動；證明民進黨之前的道歉看似切割，實際上還在挺扁、護扁。……民進黨上下對扁貪腐只切割，設定政治停損點，謀取政治利益，卻沒有要認真追究扁集團之罪行、替全民追討扁產，還要用『護主權、顧經濟』等口號繼續欺騙支持者，其心可誅！真要護主權、顧經濟，請徹底清算阿扁集團這群竊國大盜！台灣社等獨派團體準備在馬上任百日發動『護主權、顧經濟』嗆馬遊行；馬執政無能，當然該嗆；但你們面對執政八年扁家族所犯下的貪污惡行，卻只有切割、撇清，沒有任何真正的追究行動。如果真愛台灣，應要求阿扁出來面對社會、交代所有資產流向，要陳致中夫婦回國接受司法調查，這才是護民主、轉型正義的基本價值；而不是躲在『護主權』的口號下，為民進黨及自己的政治利益製造新舞台。830嗆馬應該，但請先嗆扁、清算扁！否則就是再次欺騙台灣人民。」
2008年8月23日，王拓接受中評社專訪時說，830百日怒吼大遊行現場情況比較不容易掌控，他很擔心遊行過程中會不會有外力介入攪局、甚至發生「挺扁與嗆馬」群眾起衝突場面；如果改採定點群眾聚會及演講，或許比較能夠防止意外發生；由於本次遊行是台灣社主辦，民進黨不是主導者，民進黨只能提出建議，由台灣社作最後決定。
2008年8月23日，前民進黨秘書長室副主任陳怡仲表示：「阿扁（陳水扁）家族所犯的過錯，無論是否涉及洗錢與貪污，光是將來自社會各界的政治獻金匯到海外，就不知已經傷透多少綠營支持者的心。請黨內同志不要繼續在支持者的傷口上撒鹽，不要連是否參與830百日怒吼活動都還區分扁系或非扁系。也許黨內還有一些壞份子未被揪出，嗆馬主題也有可能從顧民生、護主權變調為挺扁；但如果凡事都從挺扁、反扁的角度切入，這個政黨的格局也未免太小！支持者已經夠苦悶了，不妨就讓大家百花齊放吧！」
2008年8月23日中午，蔡英文表示，希望830百日怒吼大遊行主辦單位能把遊行訴求釐清得更清楚，不要受其他事情模糊焦點，民進黨將持續與主辦單位溝通；民進黨籍前立法委員莊碩漢則表示，民間社團自主、自發的本次遊行，他從頭到尾都支持，主題明確就是「護主權、顧民生、要陽光」，這與「挺扁」或「反扁」一點關聯都沒有，這是民間自主的聲音。
2008年8月24日，民進黨籍高雄縣長楊秋興表示，830百日怒吼大遊行是臺灣意識的抬頭，遊行目的是「嗆馬」，與「挺扁」無關；他說，從民進黨的動員人數來看，民進黨支持者出席的狀況還算踴躍，未受陳水扁家庭密帳案影響，之所以會產生這樣的轉折「是因為『嗆馬』跟『挺扁』根本就是兩回事」。
2008年8月25日，民進黨籍臺南縣長蘇煥智不但不動員群眾參加830百日怒吼大遊行，更明確說，民進黨此時不宜介入本次遊行，民進黨的主要領導人與幹部應「回去照照鏡子」、將遊行的力氣化為檢討自己的力量，因為陳水扁政府過去八年執政無法讓百姓滿意，民進黨才會於2008年在立法委員選舉與總統選舉中挫敗、輸得「土土土」（慘慘慘）；他說，民間發起本次遊行，是人民要馬政府重視國家安全、主權與經濟情勢的發展，他個人給予高度肯定，但「嗆馬」與「挺扁」必須切割、絕不能混為一談，一旦民進黨主要領導人與幹部出面，外界可能認為本次遊行是民進黨發起，讓本次遊行遭質疑非民間自發性的遊行，將讓民進黨受傷更重。 
2008年8月26日，台灣社召開830百日怒吼大遊行記者會，由羅致政、王美琇與輔仁大學歷史學系教授陳君愷共同主持，遊行口號定為「顧腹肚、護主權、要陽光」；王美琇表示，這次活動設計學習南韓社會運動，到時候幾十萬隻手在有力的臂膀，嘴裡齊聲吶喊“顧腹肚、護主權、要陽光”；羅致政表示，這次選用鮮桔色做為護腕及頭巾顏色，完全是基於鮮桔色很亮的視覺效果，與政治毫不相干，希望讓顏色回歸顏色，讓顏色沾染政治是很不道德的行為。羅致政強調，830百日怒吼大遊行不是因為陳水扁家庭密帳案影響，不是「挺誰或是嗆誰」、而是以「顧腹肚、護主權、要陽光」為訴求，「希望現場不要出現挺誰或嗆誰的標語」：民進黨文宣部主任鄭文燦則以「百日衰退，兩高兩低」為題批評，馬英九就任總統後，痛苦指數與消費者物價指數屢創新高，股價加權指數跌25.6%，實質薪資成長率是28年來最大負成長，呼籲人民站出來表達對馬英九的不滿；中國國民黨中央委員會文化傳播委員會主任委員李建榮則說，尊重在野黨集會遊行權，國民黨秉持「當家不鬧事」、不會另辦一場遊行與之衝突。 
2008年8月27日，臺灣團結聯盟發布新聞稿表示，各界對830百日怒吼大遊行的性質充滿疑慮，臺聯已經在2008年8月20日前往經濟部進行「抗通膨、反失血」抗議活動並具體向經濟部提出凍漲油電價格、反對開放12吋晶圓廠赴中國、反對放寬上市公司投資中國上限等三項具體要求，已經充分表達對本次遊行相關議題的立場，因此臺聯中央黨部決定不參與本次遊行，但開放黨員個別前往本次遊行；對於民進黨有黨員主張政黨不宜參加民間社團舉辦之活動，臺聯表示認同，以避免民間社團舉辦之單純活動過於政治化。
2008年8月28日，陳水扁發表聲明稿表示，830百日怒吼大遊行的真正訴求是「不能讓臺灣倒下去」，他無法站出來，但他的心和大家在一起，呼籲民眾加入本次遊行。對於陳水扁此舉，羅致政說，「不知道他（扁）的心如何，但重點是他不會來遊行」，他不擔心830百日怒吼大遊行變調；民進黨立法院黨團書記長張花冠則不解「阿扁最近這麼忙，怎麼還會搞這個」；蔡煌瑯則擔心，陳水扁此舉會讓外界將830百日怒吼大遊行的主題模糊成「挺扁大會」；民進黨臺北市黨部則舉行830百日怒吼大遊行誓師大會，強調遊行「不嗆馬」、「不挺扁」，而是訴求民生與社會不安等議題；辜寬敏則強調「830不是『挺扁大會』，而是挺臺灣人，人民要站出來維護生活與主權」。同日下午，民進黨中央黨部湧進大量抗議電話，表達對陳水扁又打“台灣牌”很反感；同日下午，總統府發言人王郁琦表示，對於陳水扁的聲明稿提到830百日怒吼大遊行等內容，府方認為社會自有公評，不願對陳水扁的說法提出回應；同日晚間，中國國民黨立法院黨團副書記長張顯耀說，母親懷胎要十個月，馬英九執政約一百天，民進黨執政三年卻仍自稱“新手上路”，830百日怒吼大遊行明顯是刻意轉移陳水扁家庭密帳案焦點。
2008年8月28日下午，吳樹民、羅致政、台灣社副社長李明峻、台灣東社社長余文儀與台灣歐洲聯盟研究協會秘書長吳志中召開830百日怒吼大遊行國際記者會，羅致政強調，99.9%民眾都支持830百日怒吼大遊行的三大訴求，只有0.1%民眾可能支持陳水扁，不能因為0.1%的聲音而取代99.9%絕大多數人的想法，希望參與遊行者不要攜帶挺扁旗幟。同日晚間，中國國民黨副秘書長兼大陸事務部主任張榮恭發表新聞稿說，陳水扁寄望830百日怒吼大遊行轉為挺扁，但公然要求挺扁等於呼籲挺貪，所以又搬出民進黨所謂“反中、拒統、護台”，指控馬英九政府“向中國一面倒”、“台灣主權面臨空前危機”，藉此重新掀起統獨對立；陳水扁此舉是企圖藉兩岸問題來擴大830遊行的聲勢，但此舉改變不了貪腐洗錢的涉案事實；鑒於陳水扁涉案教訓，朝野應共同“引領台灣回到清廉的正確方向”，台灣主體意識絕不包括縱容陳水扁持續掩蓋弊案，蔡英文對此也不能保持緘默；若830遊行變相挺扁，等於是蔡英文與民進黨都挺貪。同日晚間，無黨籍前立法委員沈富雄在政論節目中說，陳水扁最近可能因為心慌而誤判了情勢：830上街頭的獨派人士或深綠朋友，還一直挺陳水扁者只有六分之一；其他六分之五可能會承認陳水扁帶領民進黨完成了政黨輪替，但他們也會認為台獨進程因陳水扁的失德而倒退；陳水扁如今還一廂情願要與獨派再一起，那是誤判情勢。與沈富雄出席同一節目的政治評論家楊憲宏也認為，陳水扁沒有招了，為了怕「樹倒猢猻散」，所以用這種呼喚的方法；然而陳水扁這一招沒有效，因為真正有動員能力的要角並沒有在這次遊行中現身。 
2008年8月29日，江春男說：「民進黨和本土社團，努力要與扁切割，不願讓830嗆馬遊行變質為挺扁大會；想不到，阿扁卻跳出來呼籲大家踴躍參加這次遊行。……830大遊行僅存的一點合理性，這下子全消失了。阿扁在載浮載沉的激流中，隨時有滅頂危險；830遊行是他的救生圈，他緊緊抓住這個機會，把他的貪腐和台灣主體意識綁在一起；那些上街顧腹肚的人，都將被動成為阿扁信徒。已經退黨的阿扁，再度操縱民進黨。」民進黨籍前立法委員林濁水與李文忠則認為，民進黨應閉門思過，現在「嗆馬」很容易被誤會是「挺扁」；民進黨籍立法委員翁金珠與林淑芬則認為，830百日怒吼大遊行的主軸「顧腹肚、護主權、要陽光」清楚、不會被模糊。
2008年8月30日，政治評論家李怡說：「在阿扁為一己之私脅持民進黨的情勢下，830大遊行的合理性頓然消失。……碰上阿扁洗錢醜聞案爆發，民進黨對阿扁盡量迴避；阿扁也自動退黨，避免弊案與民進黨糾葛不清。然而，基於過去阿扁與民進黨的淵源，綠營始終未就阿扁對台灣以及『本土政黨』民進黨所造成的禍害進行深刻批判與反省。於是，阿扁飽受醜聞困擾之際，遂抓住830這個機會，再度綁架民進黨，一方面企圖為自己洗脫昭然若揭的惡行；另方面又以『引領台灣回正確方向』為訴求，想要重新挑起族群意識，把社會焦點從他的洗錢醜聞轉移到他操弄多年的統獨情結。……陳水扁的愚蠢，是他看不到他的貪腐終究無法使他在民主政治的架構下脫身；藉830企圖反撲，只會使他更陷身敗名裂。」
2008年8月30日下午，830百日怒吼大遊行從臺北市艋舺龍山寺與頂好名店城兩路出發，匯集於總統府前凱達格蘭大道，群眾高喊「台灣加油」和「馬英九下台」，蔡英文致詞時承諾「我們會給你一個更好的民進黨，給你一個更民主的臺灣，給你一個經濟更好的臺灣，給你一個政治更清明更陽光的臺灣」；無黨籍前立法委員簡錫堦表示，民進黨「實在太鄉愿，內部批判力全然萎縮，如何感動中間選民」；國立高雄大學政治法律學系副教授廖義銘表示，馬英九執政三個多月來做不好，當然要嗆，但這和批判陳水扁家族的貪腐行為並不衝突。

### 後續
2008年9月1日上午，張花冠召開記者會要求馬政府正視830百日怒吼大遊行群眾的怒吼，她說，「民眾上街嗆馬」對民進黨來說「不叫士氣大振」，遊行當天民進黨聽到百姓聲音、也聽到很多百姓給民進黨加油的聲音，民進黨應該更深刻反省檢討「怎樣做一個唯一監督臺灣民主大怪獸的反對黨」，這才是民進黨的重責大任，「上街頭後，責任更重大」；張花冠也說，本次遊行中，名嘴吳國棟（前《時報周刊》總編輯）致詞時以髒話批評馬英九，「那個『氣口』，南部人比較愛聽」，吳國棟並不是政治人物，不用將吳國棟的話放大檢視。同日，馬英九在宴請考試委員的場合回應，830百日怒吼大遊行提出很多看法和政府看法一致，「我們也要維護主權、振興經濟跟陽光政治」，「我們願意在這個立場上進行反省」；蔡英文批評，政府在看這些事情，不要只看表象，應看更深一層的東西，還要看國家面臨的風險，「（遊行）人數不重要，重點是他（馬英九）是否聽到了」；羅致政則批評，馬英九「這種傲慢式的回應，只會激發更多民怨」；王郁琦回應，該日是遊行後第一個上班日，馬英九觀察活動後提出自己的感想。
2008年9月4日，民進黨立法院黨團總召集人柯建銘說，民進黨部分地方黨部主任委員曾計劃於2008年8月28日去看陳水扁，但他認為什麼時候都可以去看陳水扁，在830百日怒吼大遊行前去會扭曲遊行的焦點，因此才與他們商談改為遊行後再去。
2008年9月5日，在2004年中華民國總統選舉中支持陳水扁的藝人林安迪說，陳水扁家庭密帳案爆發，他沒參加830百日怒吼大遊行，「我『挺臺灣』的態度絕不會改變。但對於陳水扁，我只能說：民進黨內誰都可以貪污，只有他不行；因為他是整個黨的領袖人物，是總統、也是精神指標，對我們這些一路相挺的人該怎麼辦？信心完全被擊潰了。……陳水扁到底有沒有犯罪，仍須經過司法公正調查，但我真心希望他沒有做過那些事。」同日，江春男說：「830嗆馬大會，本來是給馬政府下馬威的好機會；結果因阿扁而變質，成為民進黨內部療傷止痛的急診室，對馬政府不傷毫髮。馬政府忙著跟大家一起欣賞打扁大戲，對830嗆馬大會根本懶得理會。」
2008年9月6日，陳水扁接受民進黨籍高雄市議員鄭新助主持的廣播節目專訪，尋求政治支援與溫暖；對此，林濁水說，陳水扁想利用830百日怒吼大遊行「挺自己」都無法成功，「想跟小電台綁一起，就不必了。」
2008年9月9日，前台灣北社副社長金恒煒說，民進黨是830百日怒吼大遊行「平白的收割者」，尤其掌控民進黨中央黨部的「主流派」在830百日怒吼大遊行籌備過程中百般阻撓，新潮流系強烈主張「緩辦」但被台灣社嚴拒，「若非台灣社及台灣人民的堅持，830可能胎死腹中；830是台灣社與綠營支持者的勝仗，民進黨不過撿現成便宜」。同日，建國廣場負責人傅雲欽說，830百日怒吼大遊行的參加者十之八九還是民進黨的支持者，遊行群眾只有零星的批扁聲音、看不到批民進黨的聲音，遊行群眾反而把對馬英九政府的不滿轉化為對民進黨的期望，民進黨的頭人仍然走在遊行隊伍的前面、仍然搶盡媒體的鏡頭，所以這場遊行是綠營的勝利、也是民進黨的成功；台灣的公民應該是台獨的真實信徒，嗆馬也嗆扁，嗆國民黨也嗆民進黨；只嗆馬、嗆國民黨，不嗆扁、也不嗆民進黨的運動，是「台灣愚民運動」，不是「台灣公民運動」。
2008年9月11日，陳水扁在臺南縣佳里鎮參加民進黨籍臺南縣議員陳朝來舉辦的座談會，他在會中批評，陳水扁家庭密帳案是馬英九為了掩蓋執政無能、讓830百日怒吼大遊行「消風」的政治鬥爭。
2008年9月25日，林濁水說：「洗錢案（陳水扁家庭密帳案）以轟動國際的方式宣告了扁王朝的覆亡，830成了群眾向他（陳水扁）告別的儀式。他頻頻南巡，只是最後掙扎已不足為患。」
2008年10月，學生台灣語文促進會（TGB）官方期刊《TGB通訊》第109期評：「8月30日大遊行的激情已經落幕，但許多人仍然沉醉在30萬人參與的盛況中，民進黨更因為自製的民調上升而沾沾自喜，殊不知這是一個嚴重的警訊，而中國國民黨卻已經看出來了。……有過以往抗爭經驗的社運人士就指出，830這場大型抗議活動的訴求主題錯了，甚至給人感覺就像是一盤散沙般地毫無紀律可言：過去的街頭運動總會有維護秩序的糾察隊，830卻付之厥如，不但主辦單位台灣社沒有安排糾察隊，就連以社運起家的民進黨竟然也沒有安排，因此不免令人質疑裡邊的利益牽扯。……雖然目前國民黨全面執政，但必須接受全民檢驗的民進黨民意代表們生活有比較難過嗎、薪水有縮水嗎？都沒有啊！那麼他們出來的用意在哪裡？無非是希望收割830的成果，好讓他們繼續在國民黨體制下，與國民黨有議價的空間，繼續享受既有的利益，如此而已！……830的30萬群眾到底在護誰的主權？可能是因為30萬群眾的激情，讓大家都忘記了：現今的台灣到底是誰的天、誰的地，統治者又是誰？……當天並無任何維安機制，事實上這卻也正好應驗了民進黨事後妥協處理、再收割成果的習性。」
2009年1月16日，民進黨中央常務委員羅文嘉說，「現在的民進黨，都是以短期選舉為考量，不做議題、觀念式的對話，現在還為了極小的權力搞極大的內鬥，更自以為『民眾對國民黨不滿，就一定會支持民進黨』」，他覺得民進黨這種心態是「關起門來自己玩」，他現在最想做的事就是「開放民進黨」。
2009年4月7日，《台灣壹週刊》第411期的〈封面故事〉報導，陳水扁在台北看守所寫的第二本書《關不住的聲音》披露，他在總統任內不應辭任民進黨主席，反而應以總統兼民進黨主席的身分做到總統卸任為止以穩定黨內；他也後悔當時提名蔡英文出任民進黨全國不分區立法委員，否則蔡英文不會成為民進黨主席，在蔡英文成為民進黨主席之前從未批評蔡英文的《自由時報》也不必寫社論呼籲民進黨需要「有氣魄、不怕受傷的領導人」。2009年4月8日，《關不住的聲音》首刷兩萬本在各書店上架，蔡英文不願回應陳水扁的批評，但民進黨文宣部主任鄭文燦轉述，蔡英文「難以理解為何有這樣看法，很難接受這樣的批評」。
2009年7月28日，前台灣社秘書長楊文嘉接受中評社專訪時說，陳水扁家庭密帳案發生後，他對照時間發現，每次泛綠辦大型活動的時候都是陳水扁家族做「資金大挪移」的時候，他看了很震撼、心碎。楊文嘉抨擊，最讓他難過的是：當初為了「延續本土政權」，過去和他一樣主張本土價值的人一忍再忍，把標準一放再放，像台灣南社、台灣北社的標準低到比阿扁之友會還不如；這麼多人的共同理想卻染上了污點，拿台獨來說，就像是瘟神，「與陳水扁搞在一起」就等於台獨，實在很悲哀。楊文嘉說，他創立台灣北社與台灣社，主要是希望有各式各樣的社會團體在「政治、社會、經濟、傳播」4個支柱下鞏固本土理論；但隨著社運團體淪為服務民進黨的工具、以及民進黨執政時濫用社會力也掏空社會力，這些理想就不可能再繼續存在。
2010年4月28日，《自由時報》記者曾韋禎抨擊：「自從我發現這些什麼北中南東客社（台灣北社、台灣中社、台灣南社、台灣東社、台灣客社）、公投盟（公投護台灣聯盟）等等有的沒的獨派社團只是挺扁的草包團體後，我就不把他們當東西看了。這些人除了民粹、愚蠢、瘋狂、脫節、暴力外，還是徹底的文盲。……這些反進步、挺貪腐、而且還不斷削弱台獨支持度的獨派社團只要存在一天，台灣的民主政治就不可能有進步的空間，因為他們才是最徹底傷害民主價值的毒瘤。」
2011年10月2日，台灣太平洋發展協會公布針對2012年中華民國總統選舉所做的民調，如果明天是投票日，有33.6%的人支持馬英九、29.8%支持蔡英文、11.5%支持宋楚瑜。這份民調也問，如果馬英九連任，台灣是否遲早會成為中華人民共和國的一部分；結果28.3%的人同意此說、62.2%的人不同意此說，台灣太平洋發展協會理事長游盈隆認為，這顯示民進黨指控馬英九「出賣台灣」的說詞並沒有引起台灣社會的共鳴。
2012年4月12日，傅雲欽說，台灣教授協會自從林逢慶當會長之後，主體性就慢慢消失，很多人掛著「教授」頭銜充當民進黨打手，只問立場、不問是非；林忠正之流的台教會成員跑去當官以後，就忘了台教會（例如退回台教會募款餐券），甚至變成貪官而坐牢；台教會劣幣驅逐良幣的結果，早已喪失林山田會長時代主導議題、逼民進黨跟進的戰鬥力，淪為攀權附勢的「抬轎會」。
2015年5月13日，前民進黨中央黨部公共政策研究中心幹事蔡百銓說，陳水扁總統任內採納新潮流系「強本西進」造成台灣經濟傾中，「台灣西進毀本，新潮流西進賺錢而自己強本……幸賴馬英九力挽狂瀾而未更加沉淪」，「這是綠營不敢面對的真相，也是部分藍營不想接受的事實」。
2016年8月20日，即將上任總統百日的蔡英文邀請部分媒體記者到臺北賓館茶敘，蔡英文致詞時說，「改革需要時間，我不希望別人用一百天來評斷我個人執政的成敗」。同日，前總統府副秘書長羅智強表示，蔡英文曾在830百日怒吼大遊行時批評「新政府上任雖不過短短百日，國人對馬政府的國安政策卻充滿憂慮，這些錯誤的政策正把台灣帶向危險境地，馬政府正犯下不可挽救的錯誤」，對照2016年蔡英文的標準「遇到蔡，什麼都會轉彎」，可證「歷史是一面公道的照妖鏡，今日的嘴總是照著明天的臉」。
2016年9月6日，前副總統呂秀蓮出席王拓告別式時說，要給蔡英文一些時間，「不要用一百天來鑑定政績」，應該在2020年中華民國總統選舉由人民決定蔡英文是否連任。2016年9月30日，陳菊接受寶島聯播網《寶島全世界》主持人鄭弘儀的專訪時表示要給蔡英文政府1年觀察期，此言如同替830百日怒吼大遊行賞了一巴掌。